# Achkerpi
Achkerpi – wieś w Gruzji, w regionie Dolna Kartlia, w gminie Marneuli. W 2014 roku liczyła 610 mieszkańców.